# Espera
Espera és una localitat de la província de Cadis, Andalusia, Espanya. L'any 2005 tenia 3.909 habitants. La seva extensió superficial és de 123 km² i tenia una densitad de 31,8 hab/km²